# Proton (nosná raketa)
Proton (rusky Протон) je označení rodiny sovětských resp. ruských nosných raket, používaných k vynášení bezpilotních užitečných nákladů do kosmického prostoru. Vyvinula ji konstrukční kancelář OKB-52 (Опытное конструкторское бюро № 52, ОКБ-52), později přejmenovaná na Ústřední strojírenskou konstrukční kancelář CKBM (Centralnoje konstruktorskoje bjuro mašinostrojenija, ЦКБМ, Центральное конструкторское бюро машиностроения) v Reutově, pod vedením hlavního konstruktéra V. N. Čeloměje v rámci projektu UR-500 (universalnaja raketa, универсальная ракета УР-500), základní výrobní typové označení bylo 8K82. Kódové označení používané ministerstvem obrany USA je u různých modifikací tohoto kosmického nosiče SL-9, SL-12 nebo SL-13, označení používané studijní službou amerického Kongresu (Sheldonovo označení) je D, D-1 resp. D-1e.
Raketa Proton existuje v řadě dvou až čtyřstupňových variant. Původní dvoustupňová varianta měla nosnost na nízkou oběžnou dráhu kolem 12,2 tuny, poslední vylepšené verze základní třístupňové varianty dopraví na oběžnou dráhu ve výši kolem 200 km se sklonem 51,6° až 25 tun. Motory pro první stupeň vyvinula konstrukční kancelář OKB-456 pod vedením V. P. Gluška (nyní NPO Energomaš, НПО Энергомаш им. академика В. П. Глушко) v městě Chimki na okraji Moskvy. Motory pro druhý a třetí stupeň jsou dílem konstruktéra S. A. Kosberga z konstrukční kanceláře OKB-154 (nyní Konstrukční kancelář chemické automatizace, KBChA, Конструкторское бюро химической автоматики, КБХА) ve Voroněži. Inerciální řídicí systém vyvinul v Moskvě Vědecko-výzkumný ústav NII-885 (НИИ-885, Научно-исследовательский институт № 885), řízený N. A. Piljuginem. Všechny základní tři stupně používají skladovatelné pohonné látky; jako okysličovadlo je užíván oxid dusičitý, jako palivo asymetrický dimethylhydrazin. Čtyřstupňové varianty slouží k vynášení družic o vzletové hmotnosti do 3 tun na stacionární dráhy, případně kosmických sond do meziplanetárního prostoru a k planetám. Nosné rakety tohoto typu jsou vypouštěny z kosmodromu Bajkonur, kde jsou k dispozici celkem čtyři rampy, a to rampy č. 23 a 24 na komplexu 81 a rampy č. 39 a 40 na komplexu 200.

## Historie
Čelomějova konstrukční kancelář zahájila v roce 1960 vývojové a konstrukční práce na stavebnicovém souboru univerzálních raket, použitelných jak jako vojenské balistické rakety, tak jako nosné rakety. Stavebnici měla být tvořit trojice základních typů, jež dostaly projektová označení UR-200, UR-500 a UR-700. První z nich, UR-200, měla patřit do střední třídy nosičů, ve vojenské aplikaci jako raketa středního doletu. Její vývoj byl Radou ministrů SSSR schválen v roce 1961. V létech 1963 a 1964 byly její prototypy na Bajkonuru celkem devětkrát vyzkoušeny; pak však byl projekt zrušen ve prospěch nosné rakety typu Sojuz. Projekt UR-700, který byl zamýšlen pro vynášení pilotovaných kosmických lodí k Měsíci, se nikdy nerealizoval, neboť byla dána přednost projektu rakety N-1 S. P. Koroljova.
Projekt UR-500, v prvé řadě vyvíjený jako mezikontinentální balistická raketa, byl oficiálně schválen v roce 1962. Jako druhý a třetí stupeň této rakety byly použity stupně, původně vyvíjené jako první a druhý stupeň nosiče UR-200. Jako čtvrtý stupeň, označovaný jako urychlovací stupeň, byly později vyvinuty různé stupně, což vytváří velmi flexibilní stavebnici s různými výkonnostními parametry dle potřeby.
První rozměrová maketa UR-500 pro odzkoušení pozemního vybavení vzletových ramp byla na kosmodrom Bajkonur dodána 24. července 1964. O rok později, 16. července 1965 úspěšně vzlétl první exemplář čtyřkusové prototypové série dvoustupňové verze rakety UR-500, který vynesl na nízkou oběžnou dráhu vědeckou družici Proton 1 o hmotnosti 12,2 tuny, která dala nosiči jeho pozdější veřejné jméno. Další tři prototypy se stejným nákladem vzlétly v průběhu následujících 12 měsíců; z toho jeden start skončil neúspěchem.
Kompletní třístupňová verze Proton-K, neboli UR-500K čili 8K82K byla poprvé nasazena k vypuštění vědecké družice Proton 3 o hmotnosti 16 tun dne 16. listopadu 1968. Byla také použita při startu 19. dubna 1971 k vynesení první ruské kosmické stanice Saljut 1 (hmotnost 18,5 tuny). V modernějších verzích pak sloužila k vynášení dalších stanic řady Saljut, k vynesení základního bloku družicové stanice Mir a jejích rozšiřujících modulů i k vynesení modulů Zarja a Zvezda Mezinárodní vesmírné stanice (ISS).
Je zajímavé, že čtyřstupňová verze Proton-K Blok-D čili 8K82K/11S82 s urychlovacím stupněm D byla nasazena mnohem dříve; 10. března 1967 vynesla na velmi eliptickou dráhu maketu měsíční kosmické lodi typu Sojuz 7K-L1P pod krycím názvem Kosmos 146.
V současné době se používají jak varianty Proton-K, tak Proton-M v kombinaci s urychlovacími stupni DM nebo Briz-M k vynášení geostacionárních družic a to i pro zahraniční zákazníky.

### Havárie
V červenci 2013, minutu po startu.
V srpnu 2012 při snaze vynést na oběžnou dráhu několik ruských a indonéských komunikačních družic.
Dne 16. května 2014 při snaze vynést telekomunikační družici Express-AM4R, zřítila krátce po startu z kosmodromu Bajkonur po selhání motorů třetího stupně.
Vzhledem k celkovému počtu startů - 586 k počtu selhání - 34 + dvě částečná, lze konstatovat, že jde o poměrně spolehlivý nosič..

## Typy nosných raket rodiny Proton
- Proton (8K82)
- Proton-K (8K82K)
  - Proton-K/Blok D (v různých modifikacích: D, D-1, D-2, DM, DM-2, DM-2M, DM5, DM1, DM2, DM3, DM4)
  - Proton-K/Briz-M
- Proton-M (8K82KM)
  - Proton-M/Blok D (v různých modifikacích: DM-2, DM-03)
  - Proton-M/Briz-M